# Glenmark Pharmaceuticals
Glenmark Pharmaceuticals Limited — индийская фармацевтическая компания со штаб-квартирой в Мумбае, основанная в 1977 году Грасиасом Салданья как производитель непатентованных лекарств и активных фармацевтических ингредиентов; он назвал компанию в честь двух своих сыновей. Изначально компания продавала свою продукцию в Индии, России и Африке. В 1999 году компания стала публичной в Индии и использовала часть вырученных средств для строительства своего первого исследовательского центра. Сын Салданьи – Гленн Салданья занял пост генерального директора компании в 2001 году, вернувшись в Индию после работы в PricewaterhouseCoopers. К 2008 году Glenmark была пятой по величине фармацевтической компанией в Индии.
К 2011 году основатель компании был одним из самых богатых людей в Индии, а мировые продажи Glenmark составили $778 миллионов, что было на 37% больше, чем в прошлом году; рост был обусловлен выходом Glenmark на рынки дженериков США и Европы.
В середине 2010-х годов индустрия дженериков в целом начала переходить к концу эпохи гигантских патентных обрывов в фармацевтической промышленности; запатентованные лекарства с продажами около $28 миллиардов должны были выйти из-под патента в 2018 году, но в 2019 году только около $10 миллиардов выручки должны были быть открыты для конкурса, а в следующем году еще меньше. Компании отрасли ответили консолидацией или попытками создать новые запатентованные лекарства.
Гленн Салданья направил компанию по пути поиска инноваций, который вызывал споры внутри компании и среди акционеров. Компания сосредоточилась на новых лекарствах и биоаналогах в области лечения рака, дерматологии и респираторных заболеваний, которые она стремилась монетизировать, сотрудничая с крупными фармацевтическими компаниями. В 2016 году четыре таких препарата проходили клинические испытания. В 2016–2017 финансовом году ее продажи составили около 81 миллиарда индийских рупий (около $1,25 миллиарда), что сделало ее четвертой по величине индийской фармацевтической компанией.
В мае 2019 года генеральным директором Glenmark Life Sciences был избран Ясир Руджи.

## Продукция
Glenmark Pharmaceuticals объявила о заключении эксклюзивного лицензионного соглашения с австралийской компанией «Sequirus» на коммерциализацию своего назального спрея Ryaltris ™, который представляет собой комбинацию назального спрея с фиксированной дозой антигистамина и стероида для лечения сезонного аллергического ринита (SAR). Ryaltris, ранее называвшийся назальным спреем GSP 301, был условно принят Управлением по санитарному надзору за качеством пищевых продуктов и медикаментов США (FDA) в качестве торговой марки.
В июне 2020 года компания запустила в продажу в Индии потенциальный препарат от COVID-19 Фавипиравир под торговой маркой FabiFlu после того, как исследования показали, что это лекарство дает некоторые преимущества при лечении COVID-19. В августе 2020 года компания также выпустила более прочную версию FabiFlu.